# Robert Pound
Robert Vivian Pound (* 16. Mai 1919 in Ridgeway, Ontario; † 12. April 2010 in Belmont) war ein kanadisch-amerikanischer Physiker.

## Leben
Pound studierte an der University at Buffalo (Bachelor 1941). Im Zweiten Weltkrieg war er in der Forschung zum Sonar (Submarine Signal Company 1941/42) und in der Radar-Forschung am Radiation Laboratory des Massachusetts Institute of Technology (bis 1946). 1945 war er als Junior Fellow an der Harvard University, wo er 1948 Assistant Professor und 1968 Professor (Mallinckrodt Professor of Physics) wurde. 1968 bis 1972 stand er der Physik-Fakultät in Harvard vor. 1989 wurde er emeritiert.
1951 war er Gastwissenschaftler am Clarendon Laboratory der Universität Oxford (als Fulbright-Stipendiat), 1980 am Merton College in Oxford und 1973 Gastprofessor am Collège de France. Außerdem war er Gastprofessor an der Universität Groningen (Zernike Professor 1982), an der University of Florida (1987) und Gastwissenschaftler am Brookhaven National Laboratory (1986/87) und an der University of Colorado Boulder am Joint Institute for Laboratory Astrophysics (JILA).
Robert Pound wies 1960 zusammen mit seinem Assistenten Glen Rebka in einem Experiment (Pound-Rebka-Experiment) mit Hilfe des Mößbauer-Effektes die gravitative Rotverschiebung der Strahlung einer Gammaquelle im Gravitationsfeld der Erde nach. Für ihr Experiment benutzten sie den nur 22,6 m hohen Jefferson-Turm an der Harvard University.
In den 1940er Jahren war in dem Team in Harvard um Edward Mills Purcell, das die Kernspinresonanz demonstrierte (Purcell erhielt dafür 1952 den Nobelpreis). 1951 schlug er mit Purcell ein Experiment zur Erzeugung negativer Temperaturen vor (Besetzungsinversion).
Pound war für sein experimentelles und mechanisches Geschick bekannt (galt aber auch als guter Theoretiker). Als junger Mann baute er eine Autohupe, mit der er Morse-Codes senden konnte. Später baute er einen Rasenmäher nach dem Hovercraft-Prinzip.
1980 stellte Pound an der Harvard University ein Projekt für einen Mikrowellen-Ofen für Wohnhäuser vor. Veröffentlicht wurde die „Pound-Heizung“ im amerikanischen Wissenschaftsmagazin „Science“.

## Auszeichnungen
- 1952 Mitglied der American Academy of Arts and Sciences
- 1961 Mitglied der National Academy of Sciences
- 1965 Eddington-Medaille
- 1975 Mitglied der Académie des sciences
- 1990 National Medal of Science